# Le Passe-temps
Le Passe-temps était un périodique montréalais paru du 2 février 1895 à décembre 1949. Il a été fondé par Joseph-Émile Bélair, typographe, musicien et inventeur d'un procédé de gravure de partitions musicales. Il se consacrait notamment à la musique, mais s'est aussi intéressé théâtre, à la littérature, à la mode, ainsi qu'au sport, aux mondanités et à la radio.
Cette revue a notablement publié de nombreuses illustrations d'Edmond-Joseph Massicotte, des textes d'auteurs montréalais comme Émile Nelligan, Arthur de Bussières, Albert Lozeau et Joseph Melançon et des textes d'auteurs français comme Victor Hugo, Sully Prudhomme et Edmond Rostand.